# Muckle Flugga Lighthouse
Das Muckle Flugga Lighthouse, ehemals North Unst Lighthouse, deutsch Muckle-Flugga-Leuchtturm, ist ein Leuchtturm auf der Shetlandinsel Muckle Flugga. 1971 wurde der Leuchtturm in den schottischen Denkmallisten in der höchsten Kategorie A gelistet. Es handelt sich um den am weitesten nördlich gelegenen Leuchtturm in Schottland. Durch die Leuchtturmwärter war Muckle Flugga der nördlichste besiedelte Punkt Großbritanniens.
Das Leuchtfeuer liegt in einer Höhe von 66 m über dem Meeresspiegel, woraus sich eine Reichweite von 22 Seemeilen (rund 40 km) ergibt. Die Kennung des Turms sind zwei weiße Blitze alle 20 Sekunden.

## Geschichte
Bereits seit 1851 existierten Planungen zur Errichtung eines Leuchtturms in der Gegend. Es wurde jedoch zunächst keine Einigung bezüglich des genauen Standortes erzielt. Mit Ausbruch des Krimkriegs wurde ein Leuchtturm zum Schutz der Marineschiffe militärisch bedeutsam. Aus diesem Grund wurde innerhalb von 26 Tagen ein provisorisches Leuchtfeuer errichtet, das am 11. Oktober 1854 den Betrieb aufnahm. Die rund 15 m hohe Konstruktion war auf die schweren atlantischen Stürme und starke Regenfälle ausgelegt. Das Auftreten einer starken Brandung bei Stürmen wurde jedoch nicht eingeplant und die Leuchtturmwärter berichteten von Wassereintritt in den Innenraum. Dies machte die Errichtung eines vollwertigen Leuchtturms notwendig.
Nach weiteren Diskussionen bezüglich des Standorts wurde abermals zu Gunsten von Muckle Flugga entschieden und im Juni 1855 mit den Bauarbeiten begonnen. Als Ingenieure waren die bekannten Leuchtturmarchitekten Thomas und David Stevenson für die Planung verantwortlich. Das Fundament des rund 20 m hohen Backsteinturms reicht etwa 3,5 m in den Fels hinein. Die Gesamtbaukosten betrugen 32.000 £. Am 1. Januar 1858 wurde der Leuchtturm unter dem Namen „North Unst Lighthouse“ in Betrieb genommen. Während des Zweiten Weltkriegs wurde die ehemalige Funkstation auf Muckle Flugga wieder benötigt. Es war die Aufgabe des turnusmäßig an Land verweilenden Leuchtturmwärters, Nachrichten an die Station auf Muckle Flugga zur Weiterleitung zu senden.
1964 erhielt der Leuchtturm den Namen „Muckle Flugga“, den er bis heute trägt. Von 1968 bis 1969 wurden neue Wohnbereiche für die Besatzung innerhalb des Turms eingerichtet. Der hierzu benötigte Raum wurde durch die Elektrifizierung des Leuchtfeuers gewonnen. Zur Besatzung zählten sechs Leuchtturmwärter, von denen zu jeder Zeit drei die Anlage überwachten, während die verbleibenden drei an Land verweilten. Später wurden sie zweiwöchentlich von einem Hubschrauber mit Nahrungsmitteln versorgt, wodurch die Verbindung durch ein Boot an Bedeutung verlor. 1995 wurde der Muckle-Flugga-Leuchtturm vollständig automatisiert, wodurch die Insel ihren Status als nördlichster dauerhaft besiedelter Ort Großbritanniens verlor.